# Семь чудес Узбекистана

Официальные логотип и постер акции

Семь чудес Узбекистана (узб. O'zbekistonning yetti mo'jizasi) — проект и акция, целью которого стал поиск и определение семи чудес Узбекистана, а также сбор информации о культурном наследии Узбекистана. Конкурс был организован образовательным порталом ZiyoNET, при поддержке Центра UZINFOCOM, Министерства по развитию информационных технологий и коммуникаций Республики Узбекистан и Министерства по делам культуры и спорта Республики Узбекистан. Выборы «семи чудес страны» проходили на специальном сайте meros.uz, где любой желающий мог проголосовать за объекты.
По заявлению организаторов, акция проводилась с целью расширить кругозор узбекистанцев, познакомив их с культурным наследием страны, а также показать миру богатую историю и культуру Узбекистана.

## История

### Первый этап. Сбор объектов
С 27 апреля 2015 года начался первый этап конкурса, который завершился 1 ноября того же года. В акции могли принять участие все желающие, которые имели возможность предлагать объекты и другие явления по любым объектам культуры Узбекистана, которые попадали в общую базу, которая состояла из общих категорий и категорий по регионам страны. Данные о объекте должны были содержать кроме описания и информации, фотографии и координаты. Все предложенные объекты включались в базу после модерации в течение дня. Информация о объектах должна была быть написана на русском или узбекском языках, поощрялась дублирование информации на двух упомянутых выше языках. По итогам сбора, пользователями были добавлены 282 наименования, среди которых были архитектурные сооружения, как современные, так и старинные, археологические памятники, технические сооружения, монументальное искусство, чудеса природы, предметы искусства, места паломничества, религиозные объекты, музеи и галереи, национальные музыкальные инструменты, блюда и кушанья кухни Узбекистана, обычаи, обряды и традиции страны.

### Второй этап. Голосование и определение «Семи чудес регионов Узбекистана» и финалистов
С 1 ноября 2015 года по 4 декабря того же года проводился второй этап конкурса, в котором проводилось голосование среди авторизированных пользователей сайта конкурса. Каждый пользователь имел возможность проголосовать за любое количество объектов один раз в сутки за каждый. По итогам голосования были определены лидеры по каждому региону страны, которые вошли в «Семь чудес регионов Узбекистана» и получали возможность участвовать в третьем завершающем этапе, где определялись семь чудес страны.

### Третий этап. Голосование и определение «Семи чудес Узбекистана»
С 4 декабря 2015 года начался третий и завершающий этап, где также проводилось голосование среди пользователей. По итогам голосования третьего завершающего этапа, была определена семёрка объектов, которые вошли в список «Семи чудес Узбекистана». В конце октября 2016 года Центр UZINFOCOM подвёл итоги голосования и 1 ноября в Национальной библиотеке Узбекистана имени Алишера Навои в Ташкенте состоялось торжественное подведение итогов и церемония награждения представителей объектов вошедших в семёрку победителей. В церемонии участвовали директор центра UZINFOCOM Гайратходжа Сайдалиев, начальник отдела Министерства по развитию информационных технологий и коммуникаций Республики Узбекистан Толибджон Мирзакулов и начальник управления Министерства по делам культуры и спорта Республики Узбекистан Гиёсиддин Реджабов, которые выступили с торжественной речью. Также в торжественной обстановке были вручены памятные таблички руководителям каждого объекта «семи чудес», официально подтверждающие их вхождение в список Семи чудес Узбекистана. Координатор проекта Зумрад Шаджилилова познакомила участников церемонии с историей и ходом акции, а также с её итогами. Вручение сертификатов представителям и руководителям объектов было доверено специальному гостю церемонии, Народному артисту Республики Узбекистан — Шерали Джураеву.

## «Семь чудес Узбекистана»
| # | Изображение | Название                                             | Местоположение                   |
| - | ----------- | ---------------------------------------------------- | -------------------------------- |
| 1 |             | Площадь и ансамбль Регистан                          | Самарканд, Самаркандская область |
| 2 |             | Государственный музей искусств имени И. В. Савицкого | Нукус, Республика Каракалпакстан |
| 3 |             | Ташкентская телебашня                                | Ташкент, Ташкентская область     |
| 4 |             | Дворец форумов                                       | Ташкент, Ташкентская область     |
| 5 |             | Обсерватория и мемориальный музей Улугбека           | Самарканд, Самаркандская область |
| 6 |             | Ичан-Кала                                            | Хива, Хорезмская область         |
| 7 |             | Гур-Эмир                                             | Самарканд, Самаркандская область |

## Семь чудес по регионам Узбекистана
Во втором этапе конкурса определялись семь чудес по регионам Узбекистана и финалисты семи чудес страны. Объект который получал наибольшее количество голосов в своем регионе, становился главным чудом своего региона. Из-за того что два объекта в Андижанской области получили одинаковое количество голосов, оба были включены в окончательный список.
| #  | Регион                    | Чудо                                                 | Местоположение                           | Изображение           |
| -- | ------------------------- | ---------------------------------------------------- | ---------------------------------------- | --------------------- |
| 1  | Андижанская область       | Святилище Биби Сешанба                               | кишлак Кокбулак, Кургантепинский район   | Ссылка на изображение |
| 2  | Андижанская область       | Усыпальница Кутейбы ибн Муслима                      | кишлак Кылычмазар, Джалалкудукский район | Ссылка на изображение |
| 3  | Бухарская область         | Ансамбль Пои-Калян                                   | город Бухара                             |                       |
| 4  | Джизакская область        | Зааминские горы                                      | Зааминский район                         | Ссылка на изображение |
| 5  | Кашкадарьинская область   | Дворец Аксарай                                       | город Шахрисабз                          |                       |
| 6  | Навоийская область        | «Каменный лес» урочища Джаракудук                    | Учкудукский район                        |                       |
| 7  | Наманганская область      | Мечеть Чодак                                         | кишлак Чодак, Папский район              | Ссылка на изображение |
| 8  | Самаркандская область     | Площадь и ансамбль Регистан                          | город Самарканд                          |                       |
| 8  | Сурхандарьинская область  | Пещера Бой-Булок                                     | Сариасийский район                       | Ссылка на изображение |
| 9  | Сырдарьинская область     | Заповедник «Сайхун»                                  | Сайхунабадский район                     | Ссылка на изображение |
| 10 | Ташкентская область       | Чарвакское водохранилище                             | Бостанлыкский район                      |                       |
| 11 | Ферганская область        | Озеро Курбанкуль                                     | Шахимарданский эксклав, Ферганский район | Ссылка на изображение |
| 12 | Хорезмская область        | Ичан-Кала                                            | город Хива                               |                       |
| 13 | Республика Каракалпакстан | Государственный музей искусств имени И. В. Савицкого | город Нукус                              |                       |
| 14 | Город Ташкент             | Ташкентская телебашня                                | Юнусабадский район города                |                       |